# Гута-Єжевська
Гута-Єжевська (пол. Huta Jeżewska) — село в Польщі, у гміні Пневи Груєцького повіту Мазовецького воєводства.